# Magnet
Magnét je telo, ki okrog sebe ustvarja magnetno polje. 
Trajni magnet je izdelan iz feromagnetne snovi. V takšnih snoveh (zgledi so: železo, nikelj in kobalt) se lahko magnetni dipoli atomov in molekul uredijo znotraj makroskopskih Weissovih domen in ostanejo urejeni.
Zanimiva značilnost magnetov je to, da se vedno severni pol magneta obrne proti severnemu geografskemu polu, ker je tam južni magnetni pol Zemlje in južni pol magneta proti južnemu geografskemu polu, ker je tam severni magnetni pol Zemlje.
V elektromagnetih ustvarja magnetno polje električni tok, ki teče po žici (navadno zviti v tuljavo). Magnetno polje preneha, ko se tok izklopi.

## Vrste magnetov
Nekateri magneti se nahajajo tudi naravno, vendar je večina magnetov narejenih. Izdelani magneti so lahko dveh vrst:

### Trajni magnet
Magnetno polje, ki ga ustvarijo, se sprejme brez zunanjega električnega toka in ostane brez izgube v normalnih pogojih. (Za njihovo razmagnetizacijo je treba narediti posebne ureditve.) Izdelane so iz tako imenovanih trdih magnetnih materialov. Te so tudi več vrst -
- Magneti kovinskih elementov (kot so nekatere rude železa , kobalta , niklja itd.)

- Zlitina ali kompozit (feritni magnet, alnico magnet)

- magneti redkih zemelj (samarij-kobalt magneti, neodim-železo-bor magneti)

- magneti z eno molekulo in magneti z eno verigo

- magnet z nano strukturo

### Začasni magneti
Ti magneti ustvarjajo magnetno polje le, ko električni tok poteka skozi žice, ki jih uporabljajo. Takoj, ko se tok konča, njihovo magnetno polje postane skoraj nič. Zato jih imenujemo tudi elektromagneti . Pri teh se uporablja tako imenovani mehki ali mehki magnetni material, okoli katerega nastane magnetno polje z ovijanjem tuljave žice in prepuščanjem toka skozenj. Široko se uporabljajo v pospeševalnikih delcev , kot so dipolni magneti , ki se uporabljajo za upogibanje delcev, in kvadrupolni magneti za fokusiranje žarkov nabitih delcev.
Magnete lahko razvrstimo tudi glede na njihovo število polov. Na podlagi tega so magneti bipolarni , štiripolarni , šesterokotni itd. Podobno, če je elektromagnet izdelan iz superprevodnih žic , se takšni magneti imenujejo ' superprevodni magneti ', v nasprotnem primeru se magneti, izdelani iz normalno prevodnih žic, imenujejo 'normalno prevodni magneti'.

## Struktura magneta
Vsaka molekula ima svoje magnetno polje. Čeprav se magnetno polje nahaja v molekulah vseh snovi, molekule magnetov tvorijo posebno vrsto strukture. Kjer se magnetno polje vseh drugih snovi nahaja v različnih smereh, tako da njihovo skupno neto magnetno polje postane nič. Toda v magnetu so vsa ta magnetna polja poravnana v isto smer in zaradi tega je magnetno polje magneta zelo čisto in veliko močnejše. Z drugimi besedami, vsak elektron v vsaki snovi ima magnetno polje. Toda le v magnetu se vsa ta mikroskopska magnetna polja zbližajo v eni smeri in nato nastane močnejše magnetno polje, imenovano tudi neto magnetno polje.

## Glavne uporabe magnetov
Podatki se ohranijo na trdem disku računalnika tako, da se nanj nanese tanek magnetni sloj.
magnetno ročno sito za težke minerale
Kvadrupolni magnet , ki se uporablja za fokusiranje žarka naboja v pospeševalniku delcev
- Različni mediji za magnetno snemanje  : disketa, trdi disk, avdio trak itd.

- Magnetni trak se uporablja pri kreditnih karticah, debetnih karticah, bankomatih itd. V to vrstico so vnesene nekatere statistike in informacije.

- V običajnih televizorjih in računalniških monitorjih  : elektromagnet se uporablja za upogibanje elektronskega žarka navzgor in navzdol ter od strani do strani. To omogoča ustvarjanje slike.

- v zvočnikih in mikrofonih

- v elektromotorjih in električnih generatorjih

- vpenjalna glava, ki se uporablja pri obdelavi kovin

- V magnetnem kompasu (kompas ali kompas) - je sestavljen iz majhnega trajnega magneta, ki se lahko prosto premika v vodoravni ravnini. Pritrjen je samo v smeri sever-jug in tako pomaga pri določanju smeri.

- v mnogih igračah

- Magneti pomagajo najti, držati in zbirati premajhne stvari, ki jih roka ne doseže ali jih je težko držati z roko. (železni žeblji, sponke, sponke za papir itd.)

- Za ločevanje magnetnih materialov (železo, nikelj, jeklo itd.) in nemagnetnih materialov (aluminij, baker itd.) od kakršne koli smeti.

- Za promet, ki temelji na magnetni levitaciji

- V releju , kontaktorju in odklopniku

- V pospeševalnikih delcev za upogibanje, fokusiranje itd. nabitih delcev ( glej dipolni magnet , undulator )

- V masnem spektrometru - delci različnih mas po prehodu skozi magnetno polje trčijo na različnih mestih na zaslonu. Koordinate mesta trka dajejo predstavo o teži tega delca.

- V magnetnih ležajih - gred se vrti, ne da bi se dotaknila ničesar. Zaraditega se energija ne porablja pri trenju in material se ne obrablja.

- v električni sklopki

- v magnetnih žerjavih

- Pri ločevanju feromagnetne rude